# Осада Белграда (1688)
Осада Белграда (нем. Belagerung von Belgrad) произошла в 1688 году во время Великой турецкой войны. Войскам Священной Римской империи удалось одержать победу над османским гарнизоном.

## Предыстория
Османская империя потерпела несколько крупных поражений в войне со Священной лигой, которые внесли значительный вклад в развитие кризиса, который привёл к низложения султана Мехмеда IV. Государства Священной лиги решили воспользоваться этим кризисом, чтобы напасть на Османскую империю. Одной из главных целей наступления было взятие Белграда, самой сильной османской крепости в Европе в то время.

## Перед началом осады
Силы Священной лиги продвигались к Белграду с двух направлений. Те войска, которые двигались вдоль реки Савы, находились под командованием императора Леопольда I, а силы, подходившие по реке Дунай, были под командованием курфюрста Баварии Максимилиана II. Согласно первоначальному плану турок, войска Йегена Османа должны были отойти из Белграда в Шабац и дальше к Градишке с задачей воспрепятствовать армии Леопольда переправиться на правый берег Савы. В это же время Хасан-Паша, сераскир Османской Венгрии, должен был остаться в Белграде и ожидать прибытие подкреплений из Азии, прежде чем выдвинуться навстречу врагу. Получив известие о том, что армия Леопольда уже переправилась через Саву и захватила Костайницу, Градишку и области вокруг реки Уна, Йеген Осман возвратился в Белград.

## Армии и командующие

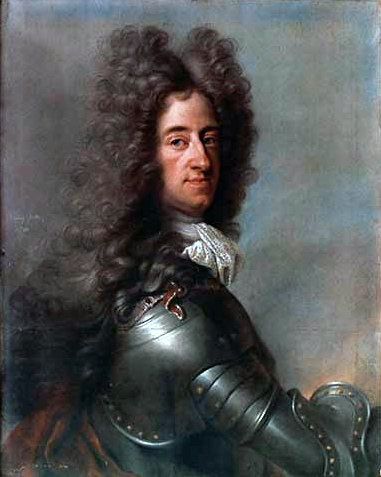
Портрет Максимилиана II (1662―1726), художник Жозеф Вивьен.

Силами Священной лиги командовали Максимилиан II Эмануэль вместе с принцем Евгением Савойским в качестве одного из его подчинённых военачальников. В этом сражении они располагали 98 ротами пехотинцев, 77 эскадронами кавалерии (и одним полуэскадроном), а также 98 артиллерийскими орудиями. Под командованием австрийцев также находились сербские добровольцы и бойцы сербской милиции, которыми непосредственно руководил Йован Монастерлия.
Османские войска находились под командованием Йегена Османа, который был незадолго до сражения назначен на должность губернатора Белграда. В начале 1688 году Йеген Осман отправился в Белград со своей армией, насильственно свергнул сардара Хасан-Пашу и захватил его лагерь на холме Врачар. Общая численность войск под его командованием в Белграде составляла 25 000―30 000 человек.

## Осада

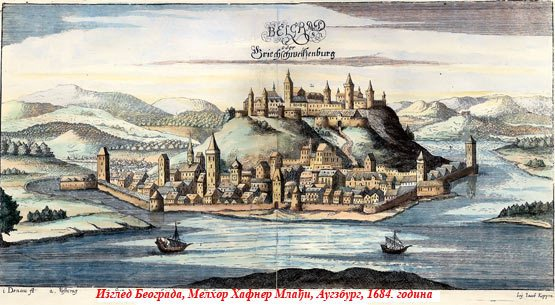
Белград в 1684 году, одна из сильнейших османских крепостей в Европе в то время.

Максимилиан отдал приказ о начале продвижения 30 июля 1688 года, когда австрийцами был захвачен османский форпост возле городка Титель. Йеген Осман расположил свои войска вокруг Белграда, чтобы не допустить бегство солдат своего гарнизона и населения.
При поддержке христианского населения Османской Сербии войска Максимиллиана высадились на речном острове Ада Циганлия возле белградского пригорода Темерин. 7 августа австрийские инженеры наладили понтонные мосты между Ада Циганлия и правым берегом реки Сава. Первая группа из 500 австрийских солдат перешла мост под огнём турецкой артиллерии. Когда они создали плацдарм на правом берегу Савы, к ним подоспели ещё 10 000 солдат. Йеген Осман напал на них с основной массой своих сил, но австрийцы отбили его двумя атаками, захватили ещё больший участок земли на правом берегу Савы и привлекли дополнительные силы. Австрийцы осадили город и подвергли его почти месячному обстрелу.
На следующий день после переправы армии Священной Римской империи через реку Сава император Леопольд I написал письмо Осман-паше, в котором предлагал ему господство в Валахии в обмен на переход на свою сторону. 10 августа Осман-паша вручил ответное письмо австрийскому посланнику и отправил его из своего лагеря. Поскольку Йеген потребовал в своё владение всю Славонию и Боснии, к договорённости стороны не пришли. Когда турки поняли, что их силы оказались в меньшинстве, они сожгли свой лагерь и пригороды Белграда на Саве и Дунае, заселённые сербами. Затем они отступили в Смедерево и провели в нём два дня, грабя и сжигая городские дома. Йеген Осман оставил Смедерево и отправился в Ниш через город Смедеревска-Паланка. Из Ниша он написал отчёты об осаде и обратился к султану с просьбой о срочной военной и финансовой поддержке, необходимой для защиты Белграда. Он также рекомендовал истребление непокорных «райа». Порта отправила ему 120 мешков золота и решила мобилизовать мусульманское население Румелии, чтобы расправиться с восставшим населением Белградского пашалыка.
После отказа от предложения капитуляции Максимилиан отдал приказ о штурме 6 сентября. В начале боя имперские войска дрогнули, но Максимилиан в сопровождении принца Евгения Савойского сплотили силы и изгнали солдат гарнизона со стен.

## Результаты
Австрийцы потеряли 4000 солдат, с турецкой стороны было 5000 убитых. В течение двухлетнего периода власти Габсбургов Белградская крепость и сам город были перестроены. В 1690 году османы вернулись, чтобы осадить город, в результате чего снова захватили его.